# Evelyn Charles Vivian
Evelyn Charles Vivian (Bedingham, Norfolk, Anglia, 1882. október 19. – London, 1947. május 21.) angol író, szerkesztő.
Írói álnevei: Jack Mann, Barry Lynd, Charles Cannell
Legnépszerűbb magyarra fordított műve a Robin Hood.

## Művei
- The Shadow of Christine (1907 Gay & Bird) – as Evelyn C H Vivian
- The Woman Tempted Me : The Story of a Selfish Man (1909 Andrew Melrose)
- Wandering of Desire (1910 Melrose)
- Following Feet (1911 Melrose)
- Passion Fruit (1912 Heinemann)
- Divided Ways (1914 Holden & Hardingham)
- Peru : Illustrated (1914 Pitman)
- The British Army From Within (1914 Hodder & Stoughton) (1914 H & S pb)
- With the Royal Army Medical Corps at the Front (1914 H & S / Daily Telegraph)
- The Young Man Absalom (1915 Chapman & Hall)
- With the Scottish Regiments at the Front (1915 Hodder & Stoughton) (1914 H & S pb)
- The Way of the Red Cross (1915 H & S / The Times) – with J E Hodder Williams
- A History of Aeronautics (1921 Collins) – with W L Marsh
- Heard This One ? : A Book of Funny Stories (1922 C Arthur Pearson pb)
- City of Wonder (1923 Hutchinson)
- Fields of Sleep (1923 Hutchinson 7/6)
- The Guarded Woman (1923 Hutchinson) – as Charles Cannell
- Broken Couplings (1923 Hutchinson 7/6) – as Charles Cannell
- A Scout of the '45 : A Tale of the Jacobite Rising (1923 Boy's Own Paper)
- Barker's Drift (1924 Hutchinson 7/6) – as Charles Cannell
- People of the Darkness (1924 Hutchinson 7/6)
- Ash (1925 Hutchinson) – as Charles Cannell
- The Guardian of the Cup (1925 Hodder & Stoughton) – as Charles Cannell
- Star Dust (1925 Hutchinson)
- The Lady of the Terraces (1925 Hodder & Stoughton)
- The Passionless Quest (1926 Hodder & Stoughton) – as Charles Cannell
- A King There Was (1926 Hodder & Stoughton)
- The Forbidden Door (1927 Ward Lock)
- Robin Hood and His Merry Men (1927 Ward Lock); Robin Hood (Bp., 1959)
- Man Alone (1928 Ward Lock)
- Nine Days (1928 Ward Lock)
- Shooting Stars (1928 Hurst & Blackett)
- The Moon and Chelsea (1928 Ward Lock) – as Charles Cannell
- The Tale of Fleur (1929 Ward Lock)
- Woman Dominant (1929 Ward Lock)
- Double or Quit (1930 Ward Lock)
- One Tropic Night (1930 Ward Lock)
- Delicate Fiend (1930 Ward Lock)
- Unwashed Gods (1931 Ward Lock)
- Innocent Guilt (1931 Ward Lock)
- And the Devil (1931 John Lane, Bodley Head) – as Charles Cannell
- Infamous Fame (1932 Ward Lock)
- Lone Isle (1932 Ward Lock)
- False Truth (1932 Ward Lock)
- The Keys of the Flat (1933 Ward Lock)
- Reckless Coulson (1933 Wright & Brown) – as Jack Mann
- Ladies in the Case (1933 Ward Lock)
- Coulson Goes South (1933 Wright & Brown) – as Jack Mann
- Girl in the Dark (1933 Ward Lock)
- Jewels Go Back (1934 Ward Lock)
- Shadow on the House (1934 Ward Lock)
- The Dead Man's Chest (1934 Wright & Brown) – as Jack Mann
- Egyptian Nights (1934 Wright & Brown) – as Jack Mann
- Accesory After (1934 Ward Lock)
- The Capsule Mystery (1935 Ward Lock)
- Seventeen Cards (1935 Ward Lock)
- Detective Coulson (1935 Wright & Brown) – as Jack Mann
- Cigar for Inspector Head (1935 Ward Lock)
- Who Killed Gatton ? (1936 Ward Lock)
- Coulson Alone (1936 Wright & Brown) – as Jack Mann
- With Intent to Kill (1936 Ward Lock)
- The Black Prince (1936 Ward Lock)
- Gees' First Case (1936 Wright & Brown) – as Jack Mann
- Tramps' Evidence (1937 Ward Lock)
- .38 Automatic (1937 Ward Lock)
- Grey Shapes (1937 Wright & Brown) – as Jack Mann
- Nightmare Farm (1937 Wright & Brown) – as Jack Mann
- Evidence in Blue (1938 Ward Lock)
- The Rainbow Puzzle (1938 Ward Lock)
- Trailed Down (1938 Ward Lock) – as Barry Lynd
- Dude Ranch (1938 Ward Lock) – as Barry Lynd
- The Kleinert Case (1938 Wright & Brown) – as Jack Mann
- Maker of Shadows (1938 Wright & Brown) – as Jack Mann
- Problem by Rail (1939 Ward Lock)
- Touch and Go (1939 Ward Lock)
- Ghost Canyon (1939 Ward Lock) – as Barry Lynd
- Riders to Bald Butte (1939 Ward Lock) – as Barry Lynd
- The Ninth Life (1939 Wright & Brown) – as Jack Mann
- The Impossible Crime (1940 Ward Lock)
- The Man with a Scar (1940 Ward Lock)
- The Glass Too Many (1940 Wright & Brown) – as Jack Mann
- And Then There Was One (1941 Ward Lock)
- The Ten Buck Trail (1941 Ward Lock) – as Barry Lynd
- Her Ways are Death (1941 Wright & Brown) – as Jack Mann
- Curses Come Home (1942 Robert Hale)
- George on the Trail (1942 Ward Lock) – as Barry Lynd
- Dangerous Guide (1943 Robert Hale)
- Samson (1944 Robert Hale)
- She Who Will Not (1945 Robert Hale)
- Other Gods (1945 Robert Hale)

## Magyarul
- Robin Hood; ford., átdolg. Bartos Tibor; Móra, Bp., 1959